# Cantone di Auberive
Il Cantone di Auberive era una divisione amministrativa dell'Arrondissement di Langres.
A seguito della riforma approvata con decreto del 17 febbraio 2014, che ha avuto attuazione dopo le elezioni dipartimentali del 2015, è stato soppresso.

## Composizione
Comprendeva 20 comuni:
- Arbot
- Auberive
- Aulnoy-sur-Aube
- Bay-sur-Aube
- Vals-des-Tilles
- Colmier-le-Bas
- Colmier-le-Haut
- Germaines
- Mouilleron
- Poinsenot
- Poinson-lès-Grancey
- Praslay
- Rochetaillée
- Rouelles
- Rouvres-sur-Aube
- Saint-Loup-sur-Aujon
- Ternat
- Villars-Santenoge
- Vitry-en-Montagne
- Vivey